# 岩瀬山横穴墓群
座標: 北緯35度32分09.3秒 東経139度39分27.5秒 / 北緯35.535917度 東経139.657639度
岩瀬山横穴墓群（いわせやまよこあなぼぐん）は、かつて神奈川県横浜市鶴見区駒岡に所在した古墳時代後期の横穴墓群。駒岡瓢箪山古墳などからなる駒岡古墳群に含まれる。明治時代には「お穴様」と呼ばれ、一時信仰の対象ともなったが、現在は消滅している。

## 概要
鶴見区西部に広がる下末吉台地（標高40～50メートル）の、鶴見川南岸に面した台地北端部（地域名では鶴見区駒岡・梶山・三ツ池公園・上末吉・下末吉・諏訪坂にかけて）には、かつて複数の古墳群や横穴墓群が分布しており、同区駒岡に集中域をもつ古墳群は「駒岡古墳群」と呼ばれている
1907年（明治40年）4月4日、駒岡北端の丘陵斜面で土取工事中に横穴が開口し、人骨などが出土した。その後、地元ではこの横穴を祀ると病気回復などの御利益があるとの噂が広がり「お穴様」として信仰の対象となった。遠方からも人々が押し寄せ麓は出店が建ち、参拝者は1日に2万～3万人に上ったとする記録があるという。
このことがきっかけで、1908年（明治41年）10月9日に東京帝国大学の坪井正五郎が現地に赴き「お穴様」の実態を確かめるための発掘調査を行った。坪井は「お穴様」のほか、横穴をもう1基発見し、これらを古墳時代の横穴墓群であると特定した。これが岩瀬山横穴墓群である。さらに同横穴墓のある丘陵の山頂部で、墳丘をもつ古墳についても調査を実施した（駒岡瓢箪山古墳）。
調査の結果、横穴墓群および瓢箪山古墳からは土師器や玉類、銅製品（釧）、鉄製品（直刀・鏃）、人物埴輪などが出土し、坪井により帝室博物館（現・東京国立博物館）へと送られた。現在も「横浜市鶴見区駒岡町岩瀬出土品」として同博物館に所蔵されている。
この岩瀬山横穴墓群以外にも、同じ丘陵の西側斜面に位置する大山野横穴墓群や、埋蔵文化財包蔵地番号のみで名前の無い横穴墓群が複数存在していた。
しかしその後の開発により駒岡瓢箪山古墳や岩瀬山横穴墓群などの駒岡古墳群は、所在地の丘陵ごと削平され消滅状態となっている。現在は丘陵の跡地に「瓢箪山遺跡碑」が建っている。